# 藤子不二雄の夢カメラ
藤子不二雄の夢カメラ（ふじこふじおのゆめカメラ）はフジテレビで放送されたテレビドラマ番組。オムニバス作品はカノックス、連続テレビドラマ作品は東映の制作。1986年3月3日と1987年3月2日に月曜ドラマランドの枠でオムニバス作品としての6話（各3話）と、1988年2月25日から3月24日まで連続テレビドラマとして放送された5話がある。原作は1981年から1983年にかけて連作された藤子不二雄の藤本弘による短編作品。

## オムニバスドラマ版

### 1986年
『月曜ドラマランド』（1986年3月3日放送）
- 洞口先生：イッセー尾形

第1話「不思議少女・サヨコ」
- 白鳥小夜子：中山美穂
- 浩太：古川聰
- 写真店店主：イッセー尾形
- 宇治正高
- 桜むつ子

第2話「しあわせの黒い鳥」
- 杉田はる奈：荻野目洋子
- 赤座美代子
- 湯浅実
- 駅で忘れ物を渡してくれた男性：イッセー尾形
- 黒田福美
- 橋満耕司

第3話「じゃんけんぽん」
- 田所鏡子、田所照子：小泉今日子
- ヨドバ（カメラのセールスマン）：イッセー尾形
- 母親の声：岸田今日子
- 坂井江奈美
- 坂井香月
- 増田桂子
- 有川博

### 1987年
『月曜ドラマランドひな祭りスペシャル』（1987年3月2日）
第1話「ブルートレイン・ブルース」
- 小田切雅美：南野陽子
- 雅美の父：藤田敏八
- 勇：宮下直紀
- イッセー尾形
- 渡辺康子
- もたいまさこ
- 弥生みつき
- 秋元ともみ
- 鈴木美智代

第2話「さ・よ・な・らジゴロ」
- 富田靖子
- 初井言榮
- イッセー尾形
- 庄司永建
- 榎木孝明
- 伊藤幸子
- 伊藤加奈子
- 宇治正高
- 佐藤健太
- 家富洋二

第3話「闇からの訪問者」
- 三田寛子
- 豊原功補
- 又野誠治
- イッセー尾形
- 徳丸純子
- 松尾久美子
- 斉藤暁

### スタッフ（オムニバスドラマ版）
- 脚本：金子成人（1986年第1話）、松原敏春（1986年第2話）、市川森一（1986年第3話）、松木ひろし（1987年第1話）、中島丈博（1987年第2話）、山元清多（1987年第3話）
- 演出：澤本均（1986年第1話）、猪原達三（1986年第2話・1987年第2話）、久世光彦（1986年第3話）、高野正雄（1987年第1話）、小川定孝（1987年第3話）
- 音楽：大野克夫、松本健（1987年）
- 制作：KANOX、フジテレビ

## 連続ドラマ版

### 概要
視聴率が不振だったため、放送開始から4か月で打ち切りになった『少女コマンドーIZUMI』の後継番組として急遽制作されたつなぎ番組。木曜19時半枠の東映制作の実写番組はこの作品をもって撤退、月曜の19時半に移動し『花のあすか組!』を制作することになった。

### 出演
- 美奈代：渡辺美奈代
- 美奈代の父：蟹江敬三
- 美奈代の母：石井めぐみ
- 杉浦幸
- 若林志穂

### スタッフ（連続ドラマ版）
- 企画：前田和也（フジテレビ）、中曽根千治（東映）
- 音楽：風戸慎介
- 撮影：小野寺修、林迪雄
- 助監督：前嶋守男、武田秀雄
- 企画協力：菅野てつ勇（STAFF21）、石川宏明（バーニング・プロダクション）
- 制作協力：バーニング・プロダクション、STAFF21
- プロデューサー：石原隆（フジテレビ）、手塚治（東映）

### サブタイトル
| 回 | 放送日  | サブタイトル         | 脚本     | 監督     | ゲスト                                           | 備考     |
| -- | ------- | -------------------- | -------- | -------- | ------------------------------------------------ | -------- |
| 1  | 2月25日 | 恋人カメラ           | 武上純希 | 田中秀夫 | 保坂尚輝                                         |          |
| 2  | 3月3日  | タイムカメラ         | 雪室俊一 | 田中秀夫 | 石井めぐみ                                       |          |
| 3  | 3月10日 | もしもカメラ         | 武上純希 | 大井利夫 | 団時朗、屋敷かおり                               |          |
| 4  | 3月17日 | 恐怖カメラ           | 柿崎明彦 | 前嶋守男 | 上田弘司                                         | [ 注 1 ] |
| 5  | 3月24日 | さよなら夢カメラたち | 雪室俊一 | 大井利夫 | 牧邑竜司、大久保純、及川ヒロオ、三輝祐子、東幹久 |          |

### 主題歌
- エンディングテーマ：渡辺美奈代「両手いっぱいのメモリー」
- 挿入歌：渡辺美奈代「Good bye boy」

## 映像ソフト
小学館・東宝からVHS及びレーザーディスクが発売された。1986年のオムニバス版が『夢カメラ』、1987年のオムニバス版が『夢カメラ2』、1988年の連続ドラマ版が『夢カメラ3』となっている。なお、連続ドラマ版の第4話「恐怖カメラ」のみ未収録である。連続ドラマ版の放送で使われたエンディング映像はVHSには一切収録されていなかったが、2002年に東映ビデオから発売されたDVD『1984～1991東映TV特撮主題歌大全集3』の特典映像として第1話のエンディング映像（およびオープニング映像）が収録されている。